# Inhumas Esporte Clube
Inhumas Esporte Clube é um clube brasileiro de futebol, sediado na cidade de Inhumas, no estado de Goiás.
Popularmente conhecido como Pantera Avinhada, disputa os seus jogos no Estádio Zico Brandão, com capacidade para 4 380 espectadores. Suas cores são o branco e grená.
Em 2022 foi campeão da Divisão de Acesso.
Em 2023 foi rebaixado no Campeonato Goiano.
No ano de 2024, o clube foi novamente campeão da segunda divisão.

## Títulos
| Estaduais | Estaduais                             | Estaduais | Estaduais   |
|           | Competição                            | Títulos   | Temporadas  |
|           | Campeonato Goiano - Divisão de Acesso | 2         | 2022 e 2024 |
|           | Campeonato Goiano do Interior         | 1         | 1960        |
| --------- | ------------------------------------- | --------- | ----------- |